# كركر وعبقر
كركر وعبقر مسلسل كارتون تدور أحداثه حول كركر هو كلب ناطق ذكي وفذ وعبقر جليس الكلاب الذي يرعى كركر عند غياب صاحبيه والأهم أن لا أحد يعلم أن كركر كلب ناطق سوى جليسة عبقــر وهو كارتون رائع عرض على قناة mbc3 للأطفال .

## روابط خارجية
- كركر وعبقر على موقع IMDb (الإنجليزية)
- كركر وعبقر على موقع ميتاكريتيك (الإنجليزية)
- كركر وعبقر على موقع ميوزك برينز (الإنجليزية)
- كركر وعبقر على موقع كينوبويسك (الروسية)
- كركر وعبقر على موقع ألو سيني (الفرنسية)
- كركر وعبقر على موقع قاعدة بيانات الفيلم (الإنجليزية)